# 막탄 세부 국제공항
막탄 세부 국제공항(영어: Mactan-Cebu International Airport, IATA: CEB, ICAO: RPVM)은 필리핀 비사야 제도 지역의 주요 공항이다. 메트로 세부 막탄섬 라푸라푸시
에 위치하고 있으며 필리핀에서 니노이 아키노 국제공항 다음으로 가장 번잡한 공항이다. 공항에는 대형 계류장 1개, 활주로 1개, 유도로 1개를 갖추고 있다.

## 역사
활주로는 미국 공군에 의해 1956년 전략 공군 사령부 폭탄 테러범들을 위해 긴급 공항으로 그리고 그것은 m항공 베이스다. 그것은 남아 있는 간소한 전초 기지까지로 알려져 지어졌다. 미국 항공 포스의 C-130부대 베트남 전쟁 1960년대가 된 기초이다.
1960년대 중반에서는 민간 공항, 더 이상 안전과 신체적 문제 때문에 확대될 수 있는 라후그 공항(지금 그 장소의 세부 IT공원)를 대체하는 것이었다. 공항은 나중에 현재 막탄 세부 국제공항에(MCIA)확대되었다.
8월 20일 2008년, 막탄 세부 국제공항 관리 공단(MCIAA)은 대략 300백만 필리핀 페소 터미널 확장 프로그램은 처리하기 위해 보낼 것이라고 발표했다. 여객 수송의 증가량이다. MCIAA 전 총 지배인 다닐로 아우구스토 프랑크 왕국은 계획은 또한 막탄 세부 국제공항에서 2009년 제2여객 터미널 전의 설립도 포함되어 있다. 총지배인 프랑크 왕국 새로운 세대의 터미널 서비스하기 위해 공사만 국제 비행에 대한 공개 입찰을 발표했다.
2010년, 새로 선출된 필리핀 대통령 베니그노 아키노 3세 새로운 책임 막탄 세부 국제공항의(MCIA) 겸 니겔 폴 빌라테를 선택했다. MCIAA의 담당관(CEO)이다. 빌라테 씨는 터미널 익스펜션의 완성과 미완성된 정부 빌딩의 완료를 매겼다.
보잉 777F 에미레이트 스카이 카고로 공항에서 태풍 하이옌/욜란다에 구호 물자는 영국의 부서에서 국제 개발 업무를 기증 받아 운영되었다.
아시아 항공 제스트 A320
태풍 하이옌(욜란다), 한 가장 큰 태풍 기록된 그리고 하나는 필리핀에서 가장 파괴적인 태풍의 공항 항공 작전에 대한을 위해 센터로서 사용되었다.구조 작업 이 공항은 중심 비사야 지방의 지역 가장 폭풍의, 레이테주와 사마, 특히 세계의 동부 비사야 지방 섬 위치해 있다. 반면 동부 Visayas의 비행장 후 즉시 사용할 수가 없는 그 세부 공항이 상대적으로 폭풍에도 끄떡없었다.
11월 12일 2013년에 세계 3위와 무거운 긴 항공기, 안토노프 An-225, MCIA에서 자그레브 국제 공항 크로아티아에서 필리핀에 처음으로 착륙했다.노래에는 크로아티아 에너지 회사 콘카에서 바탕가스에서 제1차 겐 공사의 발전소에 180-ton 교체 변압기를 배달하다 우선 젠의 관계자들은 안토노프 An-225의 배송의 클라크에서 관계자들은 후에 교통 공항 이용하도록 허용할 MCIAA 총괄 관리자 나이젤 폴 빌라테에 근접했다. 국제공항, 니노이 아키노 국제공항 마닐라에서 수빅 베이 국제 공항은 항공기 그들의 공항이다. 이용하도록 허용할 제1은 겐에게 따르면 거절했다. 대통령 프란시스 자일스 푸노, MCIA 안토노프 항공, 안토노프 An-225항공기의 소유자에 의해 그들의 항공기의 조합 검토한 후 가장 실행 가능한 선택으로 검사를 받은 것.공항, 육상 교통과 바다 화물을 앞으로 나아갔다.
4월 23일 2014년에는 교통국과 커뮤니케이션의 필리핀 메가와이드 건설 공사 컨소시엄과는 운용 및 MCIA의 유지를 매겼다. 뱅갈로르 베이스트 흑연 감속로 기반 시설. 이 컨소시엄은 175억 필리핀 페소를 불러서 이겼다. MCIAA 민간 컨소시엄과 공항의 10월부터 정비 작업이 될 것이다. 2014년 새로운 단말기 건물 설계된 통합설계협회 주식회사(국제 개발 협회)는 2018년에 완료될 것으로 보인다.

## 운항 노선

### 국제선
| 항공사             | 도착지                                                                                         |
| ------------------ | ---------------------------------------------------------------------------------------------- |
| 세부퍼시픽         | 타이페이(타오위안), 서울(인천), 싱가포르, 홍콩, 도쿄(나리타), 상하이(푸둥)                     |
| 필리핀 항공        | 도쿄(나리타), 나고야(주부), 방콕(수완나품), 서울(인천), 싱가포르, 오사카(간사이), 로스앤젤레스 |
| 필리핀 에어아시아  | 쿠알라룸푸르, 싱가포르, 마카오, 서울(인천), 타이페이(타오위안), 가오슝, 항저우, 선전           |
| 팬퍼시픽 항공      | 서울(인천)                                                                                     |
| 대한항공           | 서울(인천)                                                                                     |
| 아시아나항공       | 서울(인천)                                                                                     |
| 에어로케이         | 청주 - (2024년 10월 5일 신규취항)                                                              |
| 에어부산           | 부산                                                                                           |
| 제주항공           | 서울(인천), 대구, 무안, 부산                                                                   |
| 진에어             | 서울(인천), 부산                                                                               |
| 티웨이항공         | 서울(인천)                                                                                     |
| 중국동방항공       | 광저우, 상하이(푸둥)                                                                           |
| 준야오 항공        | 상하이(푸둥)                                                                                   |
| 쓰촨 항공          | 충칭                                                                                           |
| 오케이 항공        | 시안, 창사                                                                                     |
| 샤먼 항공          | 샤먼, 푸저우                                                                                   |
| 캐세이퍼시픽 항공  | 홍콩                                                                                           |
| 중화항공           | 타이페이(타오위안)                                                                             |
| 에바 항공          | 타이페이(타오위안)                                                                             |
| 타이거 항공 타이완 | 타이페이(타오위안)                                                                             |
| 스타룩스 항공      | 타이페이(타오위안)                                                                             |
| 실크에어           | 싱가포르                                                                                       |
| 에미레이트 항공    | 두바이                                                                                         |
| 카타르 항공        | 도하                                                                                           |

### 국내선
| 항공사            | 도착지 |
| ----------------- | --- |
| 세브고            | 바콜로드, 부투안, 카가얀데오로, 카티클랜, 클라크, 코타바토, 다바오, 디폴로그, 제너럴 산토스, 일로일로, 칼리보, 레가스피, 마닐라, 오사미스, 파가디안, 푸에르토 프렌세사, 수리가오, 타클로반, 탄타끄            |
| 세부퍼시픽        | 바콜로드, 부투안, 카가얀데오로, 카티클랜, 클라크, 다바오, 디폴로그, 두마게테, 제너럴 산토스, 일로일로, 칼리보, 레가스피, 마닐라, 오사미스, 파가디안, 푸에르토프린세사, 시아가오, 수리가오, 타클로반, 삼보앙가 |
| 미드시 익스프레스 | 비스링, 카미긴, 구이유안, 탁빌리란 |
| PAL 익스프레스    | 바콜로드, 부수앙가, 부탄, 카가얀데오로, 카티클란, 카미구인, 클라크, 일로일로, 칼리보, 라가스피, 마닐라, 오자미즈, 푸에르트 프린세사, 시라가오, 수리가오, 타클로반                                             |
| 필리핀 항공       | 마닐라, 다바오, 카티클랜, 칼리보, 푸에르토프린세사 |
| 필리핀 에어아시아 | 바콜로드, 부투안, 카가얀데오로, 다바오, 마닐라, 일로일로, 타클로반, 푸에르토 프렌세사 |

## 사건
- 2022년 10월 24일 : 대한항공 631편 착륙 사고가 발생, 탑승하였던 승객 및 승무원 등 173명은 사망 및 부상 없이 전원 대피한 상태임.